# 小斗六
蝘蜓座ι，又名CP-80 350，HD 82554、SAO 258530、HR 3795，是蝘蜓座的一颗恒星，视星等为5.36，位于銀經295.18，銀緯-21.22，其B1900.0坐标为赤經9h 27m 29.2s，赤緯-80° -21.22′ 18″。